# Nymphaea potamophila
Nymphaea potamophila är en näckrosväxtart som beskrevs av J.H. Wiersema. Nymphaea potamophila ingår i släktet vita näckrosor, och familjen näckrosväxter. Inga underarter finns listade i Catalogue of Life.